# Баксаньонок
Баксаньонок (рос. Баксанёнок) — село у Баксанському районі Кабардино-Балкарії Російської Федерації.
Орган місцевого самоврядування — сільське поселення Баксаньонок. Населення становить 7220 осіб.

## Історія
Згідно із законом від 27 лютого 2005 року органом місцевого самоврядування є сільське поселення Баксаньонок.

## Населення
| 1970  | 1979  | 2002  | 2010  | 2012  | 2013  | 2014  |
| ----- | ----- | ----- | ----- | ----- | ----- | ----- |
| 4834  | ↗5398 | ↗6853 | ↗7220 | ↗7232 | ↗7263 | ↗7307 |
| 2015  | 2016  | 2017  | 2018  | 2019  | 2020  |       |
| ↗7367 | ↗7496 | ↗7596 | ↗7670 | ↗7785 | ↗7843 |       |